# Japalura dymondi
Espèce
Synonymes
- Acanthosaura dymondi Boulenger, 1906

Japalura dymondi est une espèce de sauriens de la famille des Agamidae.

## Répartition
Cette espèce est endémique de République populaire de Chine. Elle se rencontre au Yunnan et au Sichuan.

## Étymologie
Cette espèce est nommée en l'honneur du révérend Francis John Dymond (1866-1932).

## Publication originale
- Boulenger, 1906 : Descriptions of new reptiles from Yunnan. Annals and Magazine of Natural History, sér. 7, vol. 17, no 102, p. 567-568 (texte intégral).